# Cyprian Ekwensi
Cyprian Odiatu Duaka Ekwensi (26. září 1921 Minna – 4. listopadu 2007 Enugu) byl nigerijský spisovatel. 
Pocházel z etnika Igbo a vypravěčský talent zdědil po otci, který byl uznávaným lovcem slonů. Absolvoval střední školy v Ibadanu a Achimotě a pracoval na lesní správě. Pak pokračoval ve studiu na Londýnské univerzitě, kde získal diplom v oboru farmacie. Po návratu do Afriky byl učitelem, pak pracoval v rozhlasové stanici Voice of Nigeria a na ministerstvu informací. Podporoval nezávislost Biafry a v době občanské války byl poradcem Ojukwuovy vlády v otázkách propagandy. Po potlačení biaferské vzpoury vystřídal Ekwensi řadu příležitostných zaměstnání, později vedl noviny Star v Enugu.
Byl velmi plodným autorem a zdůrazňoval dokumentární a edukativní funkci svých knih. Napsal více než třicet románů a stovky povídek, věnoval se také scénářům pro rozhlas a televizi i dětské literatuře. Psal anglicky, ovšem v přímé řeči používal prvky pidžinu. Patřil k průkopníkům „literatury z tržiště“, čtivých a cenově dostupných brožurek, které sehrály významnou roli v šíření gramotnosti v nigerijských městech. Ekwensi spojoval africké náměty s evropskými narativními postupy, pro atraktivní zápletky a bystré sociologické postřehy byl srovnáván s Charlesem Dickensem.
Ve svém prvním významném díle An African Night's Entertainment z roku 1948 Ekwensi ještě vycházel z hauské mytologie, avšak později se zaměřil na současné problémy. Jako první popisoval život afrických velkoměst s hektickým životním stylem, příkrými majetkovými rozdíly a snaživým napodobováním západní civilizace. Úspěch zaznamenal i s knihou The Drummer Boy (1960), která je životopisem proslulého hudebníka Benjamina Aderounmua. V roce 1968 obdržel Cyprian Ekwensi Literární cenu Daga Hammarskjölda.
Česky vyšly Ekwensiho romány Lidé z města (People of the City) a Světla Lagosu (Jagua Nana). Hlavním hrdinou Lidí z města je venkovský mladík Amusa, který se přistěhuje do Lagosu a snaží se uplatnit jako novinář. Světla Lagosu (originální název odkazuje na Zolovu Nanu) jsou příběhem stárnoucí prostitutky a jejího citového vzplanutí k mladšímu muži. V roce 1987 vyšlo také pokračování nazvané Jagua Nana's Daughter. 